# Пасинки
Пасинки или Писанки (на албански: Pasinkë или Pasinka) е село в Република Албания в община Булкиза (Булчица), административна област Дебър.

## География
Селото е разположено в историкогеографската област Голо бърдо.
Някои от традиционните махали на селото са: Бу̀цовци, Нова̀коски, Та̀новци, Торбѐшине, Ша̀тровци. В миналото на 2 километра източно от селото е съществувала и махалата Койчиновци, а на 1,5 километра на югоизток – махалата Лѐковци, която наброявала 90 къщи.

## История

### В Османската империя
В XIX век Пасинки е българско село в Дебърска каза на Османската империя, което е в процес на поалбанчване. В „Етнография на вилаетите Адрианопол, Монастир и Салоника“, издадена в Константинопол в 1878 година и отразяваща статистиката на населението от 1873 година Пасинка (Passinka) е посочено като село с 20 домакинства с 56 жители българи и 12 жители помаци. Според статистиката на Васил Кънчов („Македония. Етнография и статистика“) в Пасинки живеят 24 души българи християни и 100 души арнаути мохамедани.
| „ | Селата Вичища, Голейща и Писанки са били в началото на XIX век български, преди 30 години били наполовин български, а сега са заселени от арнаути. Само в Писанки са останали още 3 български къщи. Арнаутите идат от Горица и от други по-северни места. | “ |

На Етнографската карта на Битолския вилает на Картографския институт в София от 1901 година Пасинка е смесено село българи, помаци, албанци и турци в Дебърската каза на Дебърския санджак с 20 къщи.
По данни на Екзархията в края на XIX век в Писанки има 12 православни къщи с 56 души жители българи. По данни на секретаря на екзархията Димитър Мишев („La Macédoine et sa Population Chrétienne“) в 1905 година в Пасинки (Passinki) има 104 българи екзархисти.
Вестник „Дебърски глас“ в 1909 година пише:
| „ | Пасинки от около 40 български къщи е завладяно в по-голямата му част от Цамовци понеже е съседно с Голеища. Какво не са правили пасинчани, за да се избавят от тези изедници, колко пъти са се оплаквали на властта, но всичко за лудо. Сега, след Хуриета, благодарение на настоящия мютесариф, 5 – 6 семейства се върнали от гр. Дебър в село и още 5 – 6 са се готвили да се завърнат. Но след контрареволюцията ще могат ли първите да останат в село и вторите да отидат там!?... | “ |

Според статистика на вестник „Дебърски глас“ в 1911 година в Пасинки има 11 български екзархийски и 4 помашки къщи. Според Георги Трайчев през 1911/1912 година в Пасинки има 12 български къщи с 15 жители.
При избухването на Балканската война в 1912 година трима души от Пасинки са доброволци в Македоно-одринското опълчение.

### В Албания
След Балканската войната селото попада в новосъздадената държава Албания.
В рапорт на Павел Христов, главен български учител в Албания, и Григор Ошавков от 28 януари 1914 година се посочва, че Пасинки е село с 20 български къщи. В селото е запазено българското училище – в частна къща, функциониращо до 1912 година.
В 1915 година, по време на Първата световна война, селото е анексирано от Царство България. Към 1 март 1916 година Пасинки е част от Малоостренската община на българската Дебърска околия.
В 1939 година Стрезо Лумев от името на 12 български къщи в Пасинки подписва Молбата на македонски българи до царица Йоанна, с която се иска нейната намеса за защита на българщината в Албания – по това време италиански протекторат.
В 1940 година Миленко Филипович пише, че Пасинки, Пасинке доскоро е било чисто православно село. Сега в него има 11 къщи православни и шест къщи „мюсюлмански сърби“. По-рано в селото е имало около 90 къщи „православни сърби“. В XIX век е унищожена махалата Койчиновци с 60 къщи и всички нейни жители се разселват. Изселени „православни сърби“ от Пасинки според него има в Дебър, Скопие, из Гърция, България и на други места. В селото има църква „Свети Йоан Милостиви“. От православните в селото са: Новаковци, 1 къща, както и изселници в Скопие със слава на Свети Йоан Милостиви и произход от Арнаутлука, Буцовци, 4 къщи със слава на Гергьовден и вероятно също с произход от Арнаутлука, Тановци, 2 къщи със слава на Свети Йоан Милостиви и Шатревци, 3 къщи със слава също на Свети Йоан Милостиви. Неотдавна в Пасинки се е преселил и последният православен „сърбин“ от Големо Острени.
До 2015 година селото е част от община Острени.

## Личности
Родени в Пасинки
- Атанас Тръпков (Тасе, 1888 – ?), опълченец от Македоно-одринското опълчение, зидар, 3 рота на 1 дебърска дружина, носител на орден „За храброст“ IV степен[15]
- Киро Тръпков (Тръпчев, Търпчев, 1891 – ?), опълченец от Македоно-одринското опълчение, зидар, 3 рота на 1 дебърска дружина, носител на кръст „За храброст“ IV степен[15]
- Стамат Петков (Петров, 1887 – ?), опълченец от Македоно-одринското опълчение, зидар, 3 рота на 1 дебърска дружина[16]
- Фидан Аврамов Божинов, български революционер от ВМОРО.[17]
- Христо Атанасов (1869 – ?), български революционер, войвода на ВМОРО